# Mónica Jaramillo
Pour les articles homonymes, voir Jaramillo.
Mónica Patricia Jaramillo Giraldo née à Marinilla, en Colombie, le 30 septembre 1984, est une journaliste, ex-mannequin, reine de beauté et présentatrice de télévision colombienne. Actuellement, présentatrice du Noticias Caracol de Caracol TV en Colombie.

## Distrinctions
- Miss Antioquia en 2003
- 2e dauphine de Miss Colombie en 2003
- 1re dauphine de Reina Hispanoamericana en 2004
- Reina Bolivariana 2004
- Ordre de Rio Branco en 2016